# ويشيك
ويشيك (بالإنجليزية: Wishek, North Dakota)‏ هي مدينة تقع في ولاية داكوتا الشمالية في الولايات المتحدة. تبلغ مساحة هذه المدينة 3.76 (كم²)، وترتفع عن سطح البحر 620 م، بلغ عدد سكانها 1002 نسمة في عام 2010 حسب إحصاء مكتب تعداد الولايات المتحدة.

## التركيبة السكانية
قام مكتب تعداد الولايات المتحدة بتحديد بيانات التركيبة السكانية لويشيكفي تعداد الولايات المتحدة. في ما يلي، التركيبة السكانية حسب تعدادي 2000 و2010.

### تعداد عام 2000
بلغ عدد سكان ويشيك 1,122 نسمة بحسب تعداد عام 2000، وبلغ عدد الأسر 466 أسرة وعدد العائلات 290 عائلة مقيمة في المدينة. في حين سجلت الكثافة السكانية 772.1 نسمة لكل ميل مربع (298.1/كم2). وبلغ عدد الوحدات السكنية 532 وحدة بمتوسط كثافة قدره 366.1 نسمة لكل ميل مربع (141.4/كم2).
وتوزع التركيب العرقي للمدينة بنسبة 98.84% من البيض و 0.18% من الأمريكيين الأصليين و 0.09% من سكان جزر المحيط الهادئ و 0.80% من عرقين مختلطين أو أكثر.
بلغ عدد الأسر 466 أسرة كانت نسبة 24.2% منها لديها أطفال تحت سن الثامنة عشر تعيش معهم، وبلغت نسبة الأزواج القاطنين مع بعضهم البعض 57.5% من أصل المجموع الكلي للأسر، ونسبة 3.2% من الأسر كان لديها معيلات من الإناث دون وجود شريك، وكانت نسبة 37.6% من غير العائلات. تألفت نسبة 35.0% من أصل جميع الأسر من أفراد ونسبة 23.0% كانوا يعيش معهم شخص وحيد يبلغ من العمر 65 عاماً فما فوق. وبلغ متوسط حجم الأسرة المعيشية 2.77، أما متوسط حجم العائلات فبلغ 2.15.
بلغ العمر الوسطي للسكان 54 عاماً. وكانت نسبة 18.2% من القاطنين تحت سن الثامنة عشر، وكانت نسبة 5.0% بين الثامنة عشر والأربعة وعشرون عاماً، ونسبة 18.4% كانت واقعةً في الفئة العمرية ما بين الخامسة والعشرون حتى والأربعة وأربعون عاماً، ونسبة 19.8% كانت ما بين الخامسة والأربعون حتى الرابعة والستون، ونسبة 38.6% كانت ضمن فئة الخامسة والستون عاماً فما فوق. يوجد لكل 100 أنثى 82.4 ذكر، ويوجد لكل 100 أنثى في الثامنة عشر من عمرها فما فوق 81.1 ذكر.
بلغ متوسط دخل الأسرة في المدينة 30,208 دولار، أما متوسط دخل العائلة فبلغ 36,696 دولار. وكان متوسط دخل الذكور 25,441 دولار مقابل 17,875 دولار للإناث. وسجل دخل الفرد الخاص بالمدينة 17,111 دولار. وكانت نسبة 4.4% من العائلات ونسبة 6.4% من السكان تحت خط الفقر، وكان من هؤلاء نسبة 3.2% تحت سن الثامنة عشر ونسبة 10.9% في الخامسة والستين من العمر وما فوق.

### تعداد عام 2010
بلغ عدد سكان ويشيك 1,002 نسمة بحسب تعداد عام 2010، وبلغ عدد الأسر 454 أسرة وعدد العائلات 263 عائلة مقيمة في المدينة. في حين سجلت الكثافة السكانية 695.8 نسمة لكل ميل مربع (268.6/كم2). وبلغ عدد الوحدات السكنية 516 وحدة بمتوسط كثافة قدره 358.3 لكل ميل مربع (138.3/كم2).
وتوزع التركيب العرقي للمدينة بنسبة 98.3% من البيض و 0.9% من الأمريكيين الأصليين و 0.1% من الأمريكيين ذوي الأصول الآسيوية و 0.3% من عرقين مختلطين أو أكثر.
بلغ عدد الأسر 454 أسرة كانت نسبة 20.0% منها لديها أطفال تحت سن الثامنة عشر تعيش معهم، وبلغت نسبة الأزواج القاطنين مع بعضهم البعض 52.4% من أصل المجموع الكلي للأسر، ونسبة 3.7% من الأسر كان لديها معيلات من الإناث دون وجود شريك، بينما كانت نسبة 1.8% من الأسر لديها معيلون من الذكور دون وجود شريكة وكانت نسبة 42.1% من غير العائلات. تألفت نسبة 39.0% من أصل جميع الأسر من أفراد ونسبة 23.8% كانوا يعيش معهم شخص وحيد يبلغ من العمر 65 عاماً فما فوق. وبلغ متوسط حجم الأسرة المعيشية 2.75، أما متوسط حجم العائلات فبلغ 2.08.
بلغ العمر الوسطي للسكان 51.5 عاماً. وكانت نسبة 19.9% من القاطنين تحت سن الثامنة عشر، وكانت نسبة 4.1% بين الثامنة عشر والأربعة وعشرون عاماً، ونسبة 19.1% كانت واقعةً في الفئة العمرية ما بين الخامسة والعشرون حتى والأربعة وأربعون عاماً، ونسبة 22.1% كانت ما بين الخامسة والأربعون حتى الرابعة والستون، ونسبة 34.9% كانت ضمن فئة الخامسة والستون عاماً فما فوق. وتوزع التركيب الجنسي للسكان بنسبة 47.0% ذكور و53.0% إناث.

## وصلات خارجية
- City of Wishek, North Dakota
- The US50 - Cities and Towns in North Dakota State